# Optikparcours
Der Optikparcours ist ein Wissenschaftsparcours (Lehrpfad) und Erlebnispfad in Wetzlar, der die Phänomene der Optik und Mechanik zeigt. Er wurde am 9. Mai 2008 eröffnet und verläuft vom Einkaufszentrum FORUM Wetzlar bis zum Klostergarten in der Wetzlarer Altstadt. Der Optikparcours ist ein Gemeinschaftsprojekt von Bürgern, der Stadt Wetzlar und des Stadtmarketings, der Technischen Hochschule Mittelhessen, der Fachhochschule Holzminden (HAWK), mittelhessischer Schulen, der Industrie- und Handelskammer und 70 Unternehmen. Der Optikparcours gehört zu den „Ausgewählten Orten 2008“ der Initiative Deutschland – Land der Ideen.

## Geschichte

### Entwicklung und Konzeption
Die Geschichte des Optikparcours geht auf eine Studienarbeit von Studenten der Fachhochschule Holzminden (HAWK) zurück, nachdem man einige Wochen zuvor in einer Sitzung im Wetzlarer Rathaus am 3. Februar 2004 die Pläne für einen „Lehrpfad der Optik“ vorgestellt hatte. Ein Arbeitskreis beschäftigte sich fortan mit der Entwicklung und Verwirklichung einzelner Installationen. Zunächst waren die Ideen auf das Thema „Optische Täuschung“ beschränkt. Daraufhin wurden die Pläne wieder verworfen, um die Installationen auf die Stadt Wetzlar zuzuschneiden und setzte dabei auf ein „Mehr-Sehen-Konzept“. Ein weiterer Meilenstein für den Parcours war die Gründung eines Fördervereins, dessen Vorsitzender der Hochschulprofessor Jürgen Erbach ist. Im Herbst 2006 kam es dann erstmals zu Gesprächen ein entsprechendes Gemeinschaftsprojekt von Unternehmen und Bürgern zu starten.
Am 2. Juli 2007 wurde der Optikparcours im Rahmen eines Kongresses in Berlin vom Bundesministerium für Verkehr, Bau und Stadtentwicklung als „innovatives Innenstadtprojekt“ ausgezeichnet, obwohl bis zu diesem Zeitpunkt kein einziges Objekt aufgestellt war.

### Bauphase
Im März 2008 wird mit dem Begehbaren Kaleidoskop im Hofstatt die erste Installation aufgestellt. Am 9. Mai 2008 folgte dann die feierliche Eröffnung mit dem 1. Bauabschnitt des Optikparcours, unter anderem mit dem damaligen hessischen Wirtschaftsminister Alois Rhiel. Die Installationen des 2. Bauabschnitts wurden am 18. Oktober 2008 offiziell eingeweiht. Am 17. Dezember 2008 war der Optikparcours „Ort des Tages“ der Initiative Deutschland – Land der Ideen. Der letzte Bauabschnitt mit den beiden Objekten Begehbares Auge und Begehbare Kamera soll 2009 fertiggestellt sein.

## Installationen
Im Kreuzungsbereich zwischen dem Einkaufszentrum „Forum“ und der Bahnhofstraße stehen vier Stelen, in drei davon werden jeweils unterschiedliche Phänomene des Lichts gezeigt.

### Stroboskop
In der ersten Stele, direkt auf dem Vorplatz des Einkaufszentrums, wird Licht getaktet und dabei der Stroboskop-Effekt dargestellt. Von oben tropft Wasser gleichmäßig durch das Licht, dabei gewinnt der Betrachter den Eindruck, dass die Tropfen still stünden, langsamer fallen oder sogar nach oben aufsteigen würden. Die Taktfrequenz ist vom Betrachter verstellbar. Lage

### Vorwarnanlage (Brückenbewegungsmodell)
Diese wesentlich kleinere Stele ist mit einer Überwachungsanlage an der Hochbrücke der B 49 verbunden. Die Anlage untersucht die Bewegungen und Verformungen der Betonbrücke und liefert die aktuellen Werte zur Stele. Ein zweiter Bildschirm an der Stele zeigt den Verkehr, sodass der Betrachter die Daten vergleichen kann. Zur Messung dient ein 46 Meter langes Drahtseil am Tragwerk der Brücke. An den beiden Enden befinden sich Sensoren, die durch Laserstrahlen das Bauwerk überwachen. Es ist die deutschlandweit erste Messstation für Brückenbewegungen und wurde am 16. Oktober 2008 der Öffentlichkeit übergeben.
Diese Installation steht unter der Überschrift Bewegung sichtbar machen. Lage

### Linsenoptik
Hier wird ein Lichtstrahl durch mehrere Linsen geleitet und dabei gelenkt und gebeugt. Im Strahlengang sind zudem Spezialgläser, die den Lichtstrahl sichtbar erscheinen lassen. Mit einem Stellrad kann der Betrachter den Strahl abwenden. Lage

### Lichtleiter
In dieser Stele werden 300 Lichtleiter in einer Skulptur gezeigt. Der Besucher kann nach Farbe und Helligkeit die Lichtleiter beeinflussen. Lage

### Prismenbrunnen

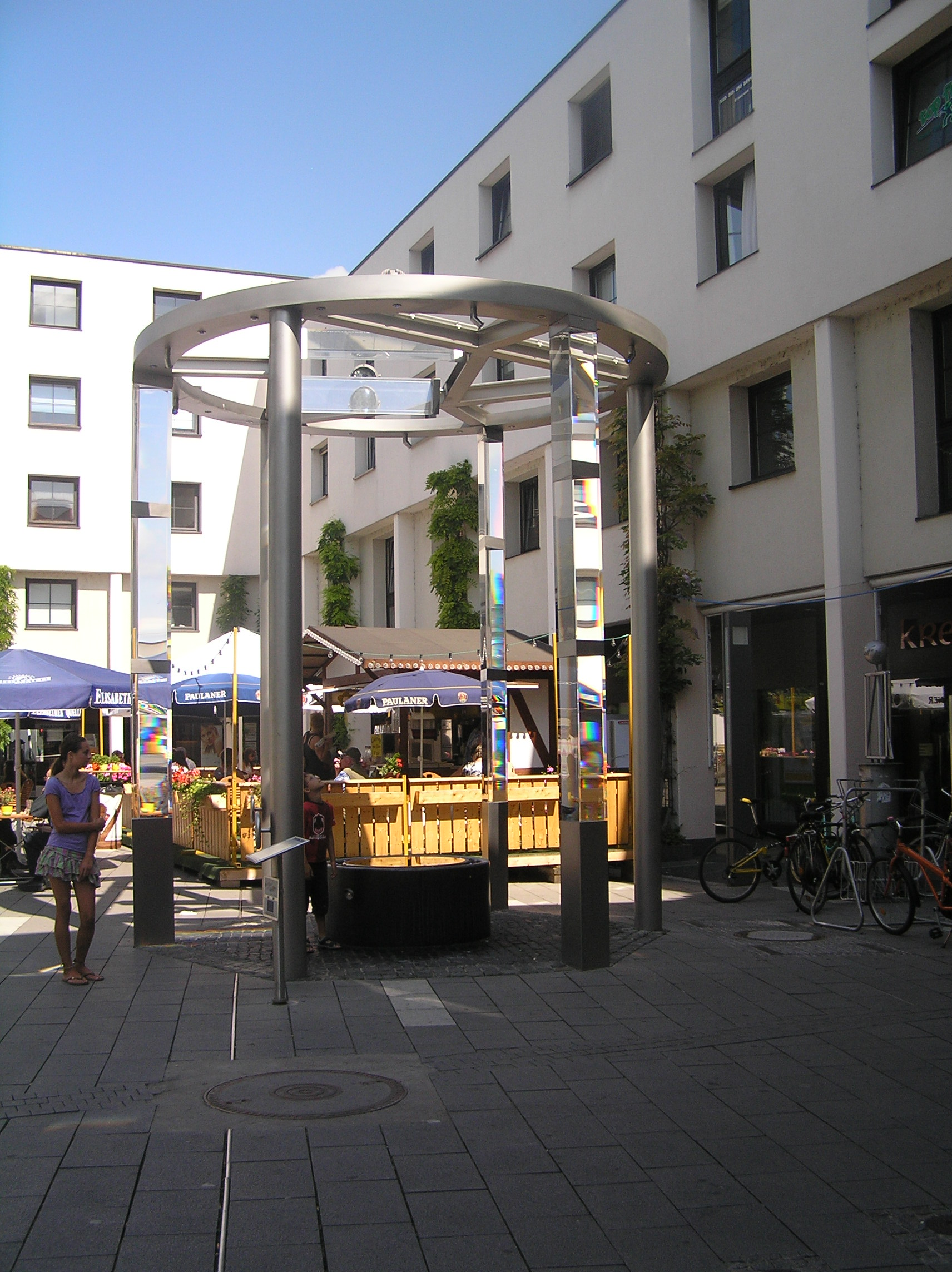
Prismenbrunnen

Der Prismenbrunnen wurde im Zuge des zweiten Bauabschnitts in der Bahnhofstraße aufgestellt.
In einem Brunnenbecken befinden sich drei vertikale, etwa 5 Meter hohe Prismensäulen und zwei bewegliche Prismen daraufliegend, die durch eine kardanische Lagerung verstellt werden können. Durch die Sonneneinstrahlung entsteht eine Weiterleitung des Lichts von den beweglichen Prismen senkrecht nach unten. Der Betrachter kann das Farbspektrum des Lichts dann beliebig durch Drehen des Prismas verändern. Nachts ersetzt eine Lichtquelle das am Tag ausreichende Sonnenlicht. Auch der Regenbogeneffekt wird durch eine zusätzliche eingebaute Nebeldüse in der Mitte des Brunnenbeckens veranschaulicht. Lage

### Interferometer
Diese Installation zeigt die Qualitätsprüfung mittels optischer Präzisionsmessung.
An der Kreuzung Bahnhofstraße/Eduard-Kaiser-Straße (Fußgängerzone) wurde mit der Eröffnung ein Licht-Kaleidoskop
eingeweiht; ein Identisches wird auf der gegenüberliegenden Straßenecke entstehen.
Im Licht-Kaleidoskop werden die Beugung und Interferenz des Lichts vorgestellt.
Der Betrachter kann durch zwei Schlitze, die sich in unterschiedlichen Höhen befinden, im Inneren einen farbigen Laser betrachten, der verschiedene Dias an einen Projektionsschirm wirft. Die Dias und Gegenstände kann der Betrachter auswählen.
Lage

### Optische Gitter
Lage

### Lichtlabyrinth
Lage

### Augenbewegungsmodell
Auf dem Buderusplatz wurden im November 2008 ein 6-m-hoher Mast mit zwei beweglichen Augäpfeln aufgestellt.
Der Besucher kann an sechs Seilen, die für die sechs Muskeln im Auge stehen, dieses bewegen. Mit zwei Videokameras wird das jeweilige Bild auf einen Monitor unten am Mast übertragen. Lage

### Spiegelrotunde
Die Spiegelrotunde befindet sich auf dem Karl-Kellner-Ring gegenüber der Kreisverwaltung.
Sie zeigt dem Besucher, sobald er sie betritt, das eigene Spiegelbild in verzerrter Form; stellt man sich in die Mitte auf den markierten Punkt, so verschwindet das Spiegelbild vollkommen. Lage

### Optokinetisches Gleichgewicht

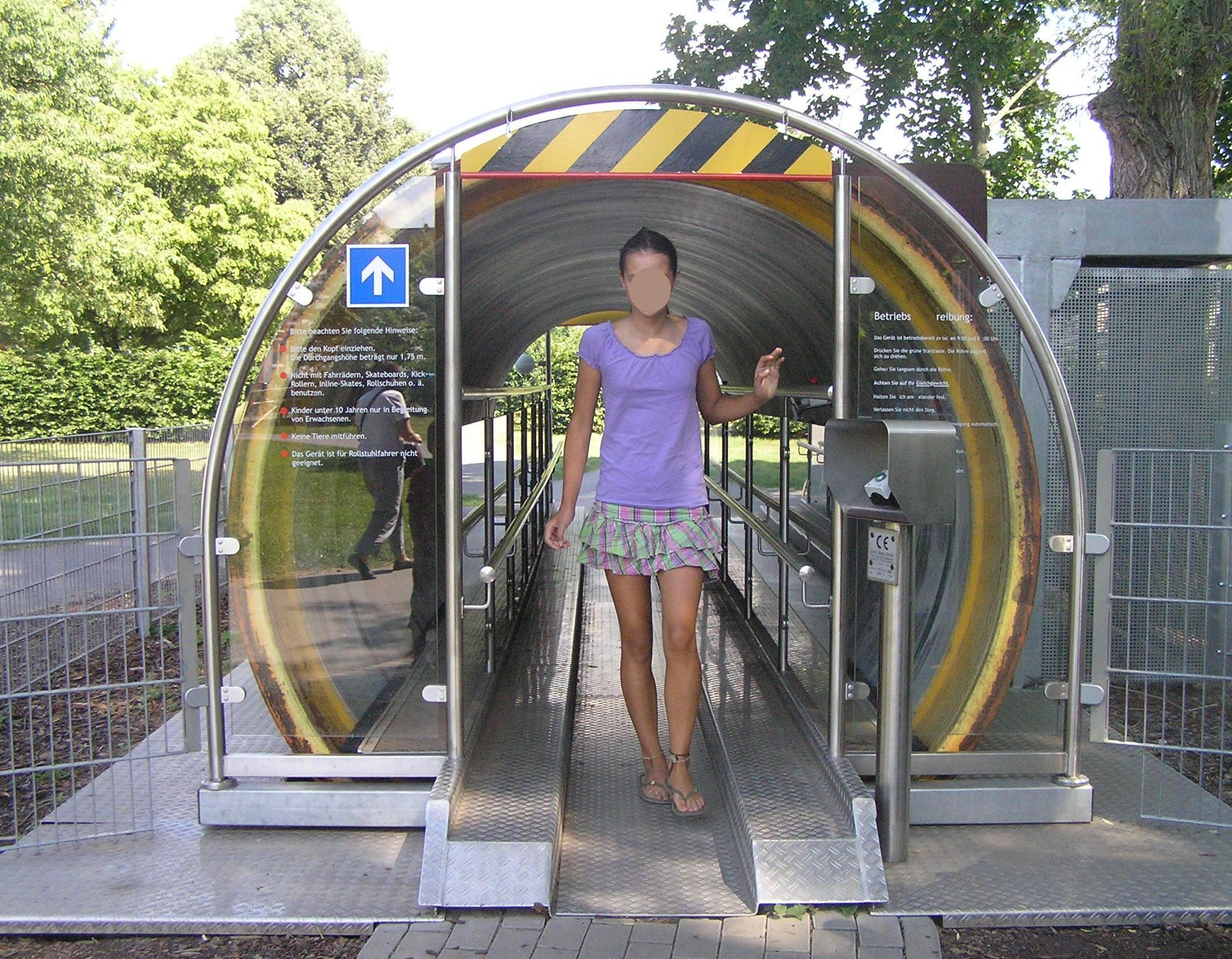
Optokinetisches Gleichgewicht

Die Installation zum Thema „Optokinetisches Gleichgewicht“ befindet sich in der Hintergasse an der Lahn.
Der Betrachter geht dabei auf einem festen Steg durch ein Rohr, das sich dreht. An der Innenseite der Röhre sind schwarze Flecken aufgemalt, an denen sich der Betrachter automatisch orientiert. Das Drehen der Röhre versucht das Gleichgewichtsorgan des Menschen wieder auszugleichen und man fängt selbst an, schwankend zu gehen. Lage

### Stereomikroskop
Lage

### Nachtsichtgerät
Lage

### Wasser- und Lichtorgel

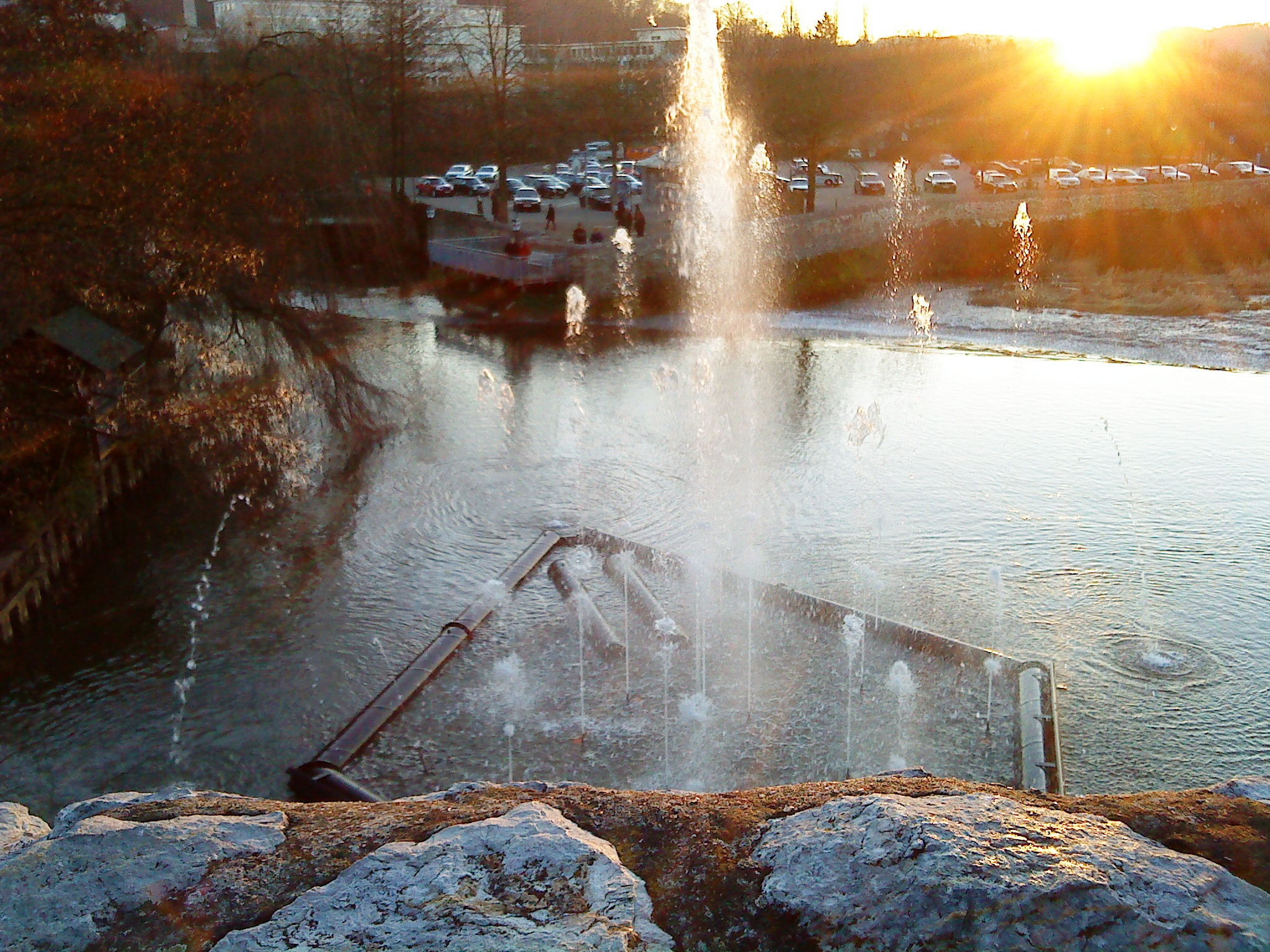
Die Wasser- und Lichtorgel von der alten Lahnbrücke aus gesehen.

Die Wasser- und Lichtorgel befindet sich auf der Lahn, nahe der Alten Lahnbrücke am Ufer. Sie ist die erste dauerhafte Wasser- und Lichtorgel in einem fließenden Gewässer weltweit und wurde im Zuge des 2. Bauabschnitts fertiggestellt. Die etwa 8 Tonnen schwere Installation stammt aus Straßburg und wurde in Form einer Raute konstruiert, damit kein Treibgut hängen bleibt. Insgesamt 21 Düsen und 42 Lampen wurden für die Wasser- und Lichtorgel verbaut.
Sie spielt täglich zwischen 10:00 und 21:00 Uhr zu jeder vollen Stunde eine Show ab, die jeweils von zwei Musikstücken begleitet wird. Dazwischen gibt es im Abstand von 15 Minuten Wasserspiele ohne Musikbegleitung. Das letzte Wasserspiel ist um 21:30 Uhr. Die Fontänen erreichen dabei eine Höhe von bis zu 30 Metern und sind so auch aus einiger Entfernung noch gut sichtbar. Vor allem in der Dunkelheit sind die illuminierten Wasserspiele zur Musik ein faszinierendes Erlebnis.
Die Wasser- und Lichtorgel wurde zu Beginn des Jahres 2021 abgabaut, da sie schadhaft ist. Ein Temin zum Wiedereinbau und zur Wiederinbetriebnahme ist bislang nicht bekannt.

### Amesraum
Am Ende der Colchester-Anlage befindet sich der von der Künstlergruppe 3Steps gestaltete Ames-Raum.

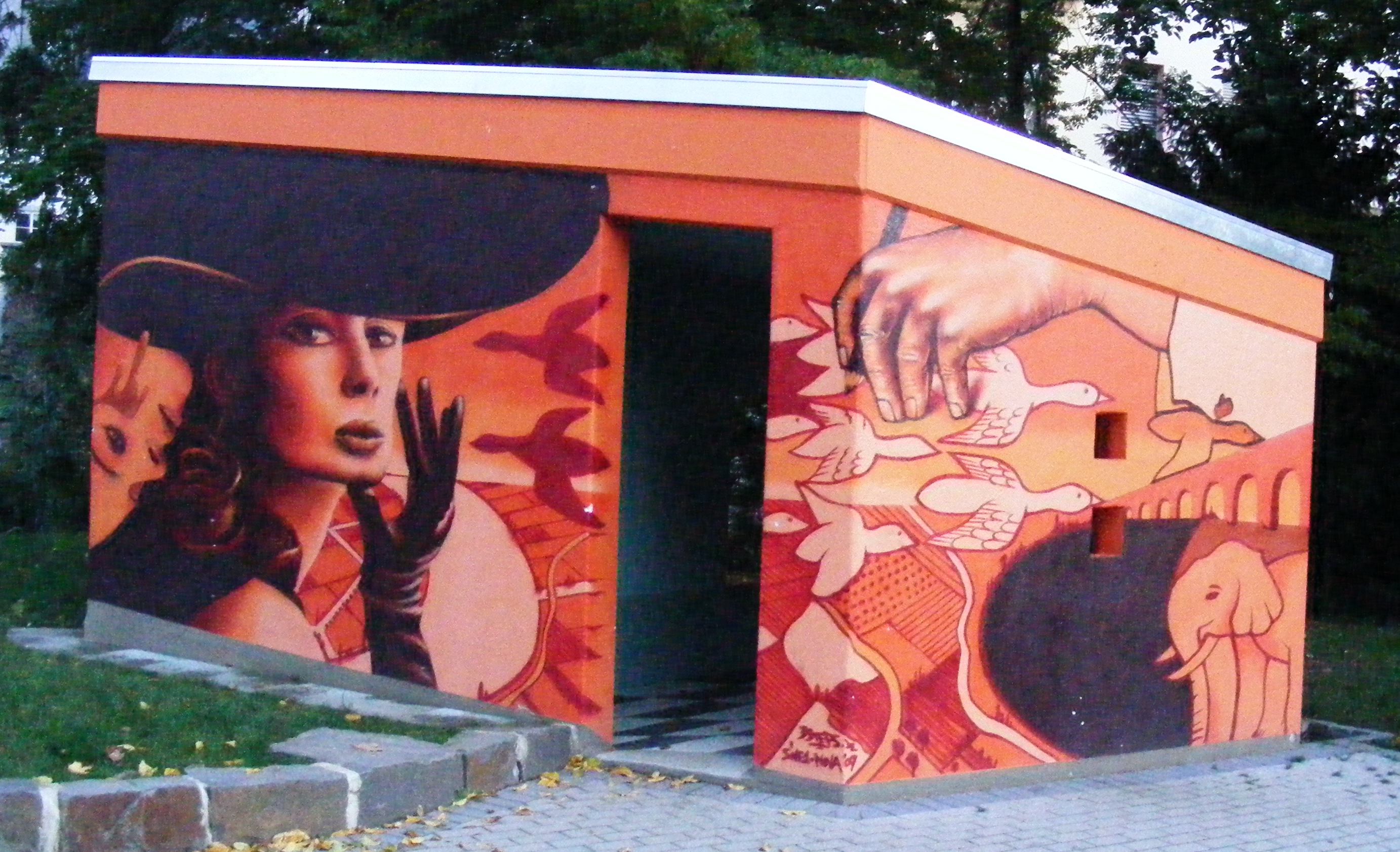
Amesraum

Lage

### Beuchet-Stuhl

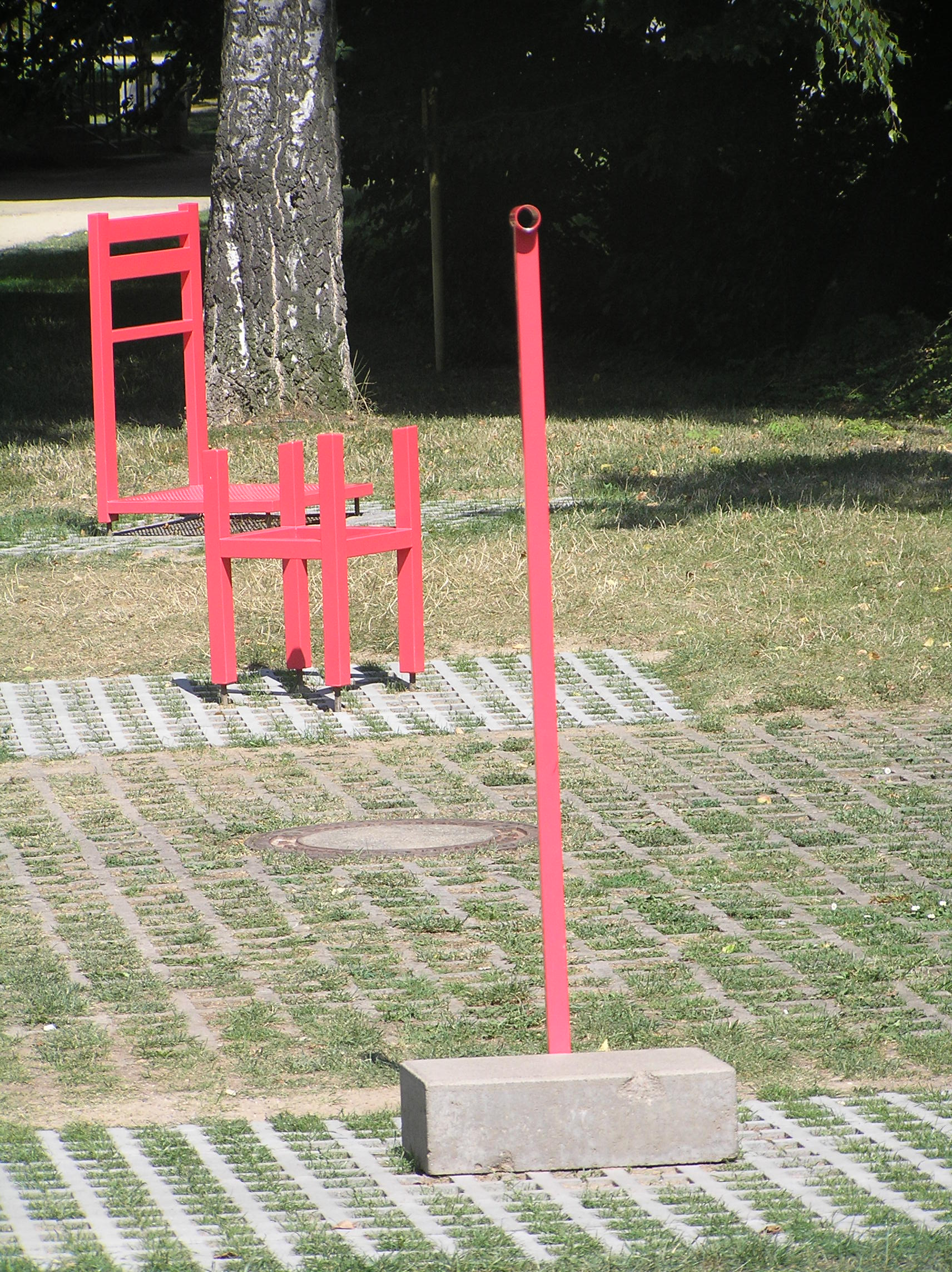
Die Einzelteile des Stuhls

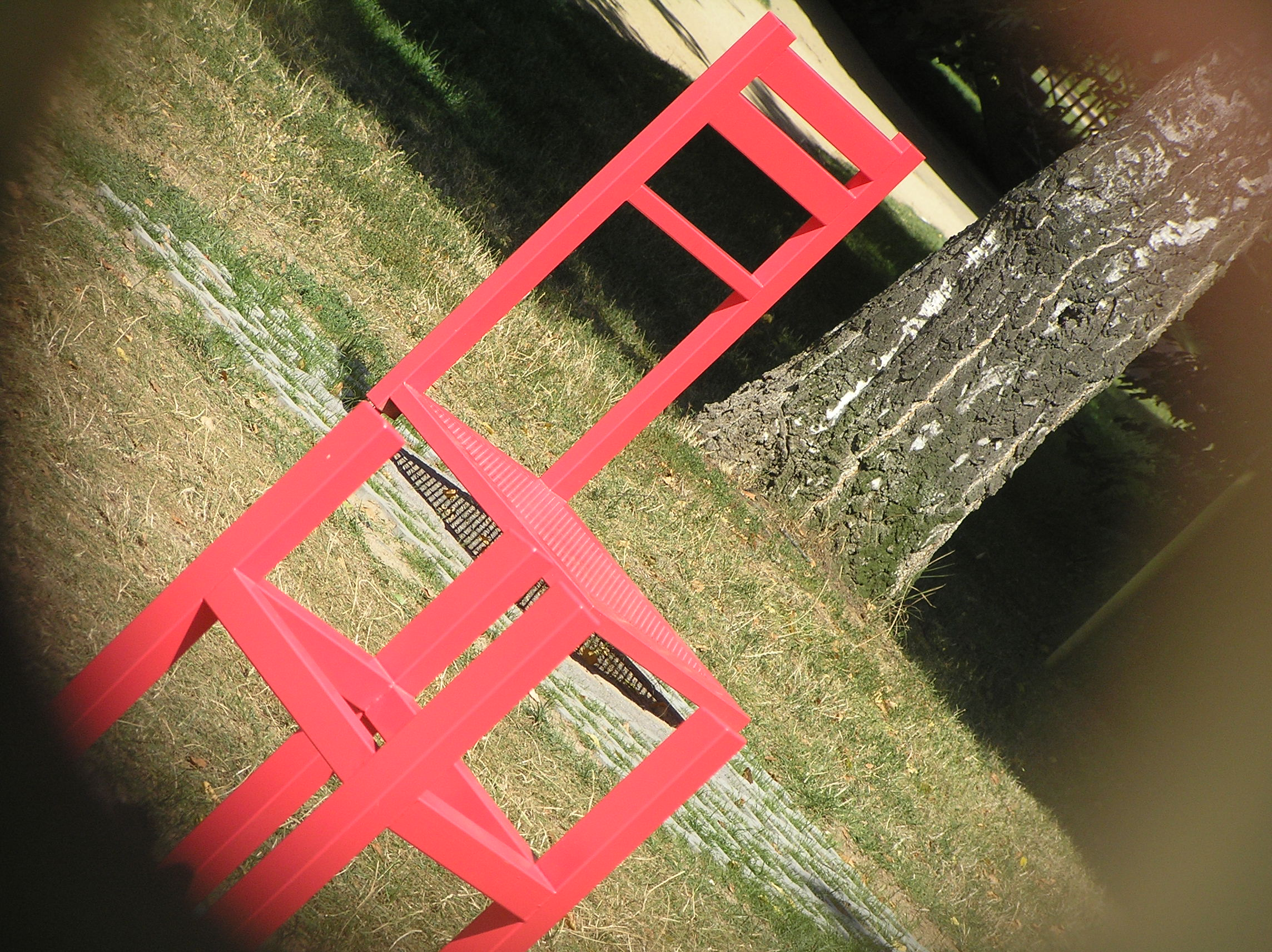
So wirkt der Stuhl zusammengesetzt

Der Beuchet-Stuhl wurde mit der Eröffnung am 9. Mai 2008 eingeweiht. Er befindet sich in der Colchester-Anlage.
Die Installation zeigt eine beliebte Optische Täuschung, in der eine Person im Vordergrund steht und daneben sich ein Hocker ohne Sitzfläche befindet. In einem gewissen Abstand dazu ist die Sitzfläche einzeln auf dem Boden montiert. Wenn der Betrachter aus einer bestimmten Entfernung, die durch eine Stange markiert ist, auf das Ganze schaut, erscheinen Stuhlbeine und Sitzfläche zusammen. Stellt sich eine Person neben den Hocker im Vordergrund und eine andere Person setzt sich auf die Sitzfläche hinten, denkt man, die hintere Person wäre trotz normaler Körpergröße wesentlich kleiner und würde sich auf gleicher Höhe wie der Stehende befinden. Lage

### Farbiger (Halb-)Schatten
Im Klostergarten (nahe dem Schillerplatz) befindet sich ein weißer Schirm, auf den zwei Scheinwerfer mit Farblicht gerichtet sind. Hiermit kann man einen farbigen Halbschatten erzeugen.
Der Besucher stellt sich vor den Schirm. Die Farbspektren ergeben zusammen immer weiß; die Besucher sehen paradoxerweise ihren Schatten in den gewählten Farben. Neben dem Projektionsschirm ist noch ein Rohr angebracht; sieht man hindurch, so erscheint der Schatten nicht farbig.
Die Installation ist seit einem Vandalismusschaden vor der Eröffnung videoüberwacht.

### Begehbares Kaleidoskop
Das begehbare Kaleidoskop steht in der Straße „Hofstatt“ in der Wetzlarer Altstadt.
Im begehbaren Kaleidoskop wird, wie in einem normalen Kaleidoskop auch, ein Gegenstand durch mehrere Spiegelwände reflektiert und so symmetrische Figuren erzeugt. Im begehbaren Kaleidoskop ist es der Besucher, der sich hineinbegibt.

### Binoptometer
Das Binoptometer steht seit der Eröffnung auf dem Domplatz.
Mit dem Binoptometer kann der Besucher das Sehvermögen durch einen Sehtest untersuchen. Hierfür existieren auf dem Domplatz zwei Stelen, die sowohl Brillenträger als auch Unbebrillte benutzen können. Die Geräte geben dabei nur erste Hinweise auf Sehfehler!

## Weitere Objekte

### Dunkelkaufhaus
Lage
Das Dunkelkaufhaus ist kein Kaufhaus im eigentlichen Sinne. Es liegt im Gebäude des ehemaligen Kaufhauses Union am Karl-Kellner-Ring in Wetzlar und ist ein Teil des Optikparcours der Stadt. Das Dunkelkaufhaus soll einen Kontrapunkt darstellen. Die blinden Mitarbeiter des Museums möchten ihren Mitbürgern nicht zeigen wie es ist, blind zu sein, sondern wie es ist nichts zu sehen.
Bei dem Dunkelkaufhaus handelt es sich um ein Untergeschoss, das mit Leichtbaukonstruktionen als Dunkelgang ausgebaut ist. Am Eingang und am Ende gibt es Schleusen, so dass keinerlei Licht in die Dunkelgänge fällt. Die Dunkelgänge selbst sind mit schwarzer Farbe an Decken und Wänden und mit schwarzem Fußbodenbelag verkleidet. In diesen absolut abgedunkelten Räumen werden die Besucher in die Lage von blinden Menschen versetzt. Neben dem  Dunkelcafé gibt es drei „Verkaufsräume“, die verschiedenen Abteilungen innerhalb eines Kaufhauses nachempfunden sind, wie Parfümerie, Haushaltswaren- oder Kleiderabteilung.